# Erehtej
Erehtej (grčki: Erekhteion) je grčki hram jonskog stila posvećen bogu Erihtoniju Atenskom. Izgrađen je od panteličkog kamena na atenskoj Akropoli, a gradili su ga arhitekti Filoklo i Arhiloh od 421. do 406. pr. Kr.
Građevina je komplicirana i nepravilna tlocrta s nekoliko odvojenih kultnih mjesta sa svetištima i žrtvenicima, te celama (prostorija sa svetištem): Pandroseion, Posejdonovo svetište, svetište Atene Polias i najčuveniji Trijem kora sa šest kipova mladih žena karijatida koje nose ravni krov trijema (danas su zamijenjene kopijama).
Kosi nagib terena i zahtjev za nekoliko svetišta uvjetovao je različite razine unutrašnjih prostorija i različito oblikovanje volumena. Svetišta Erehteju i Posejdonu se nalaze 3 m niže od Trijema karijatida i Ateninog svetišta, a njihova razlika se riješila brojnim stepenicama. Ovakav hram je mnogo življi, dinamičniji i zanimljiviji od monotonih statičnih dorskih hramova. To se osobito ističe u izbačenim trjemovima.
U srednjem vijeku Erehtej je služio kao crkva, a u doba Turaka kao stan zapovjednika Atene.

## Galerija
- Erehtej s južne strane
- Trijem s karijatidama

## Poveznice
- Akropola (Atena)
- Umjetnost stare Grčke
- Stara Grčka